# Gran Premio d'Italia 1937

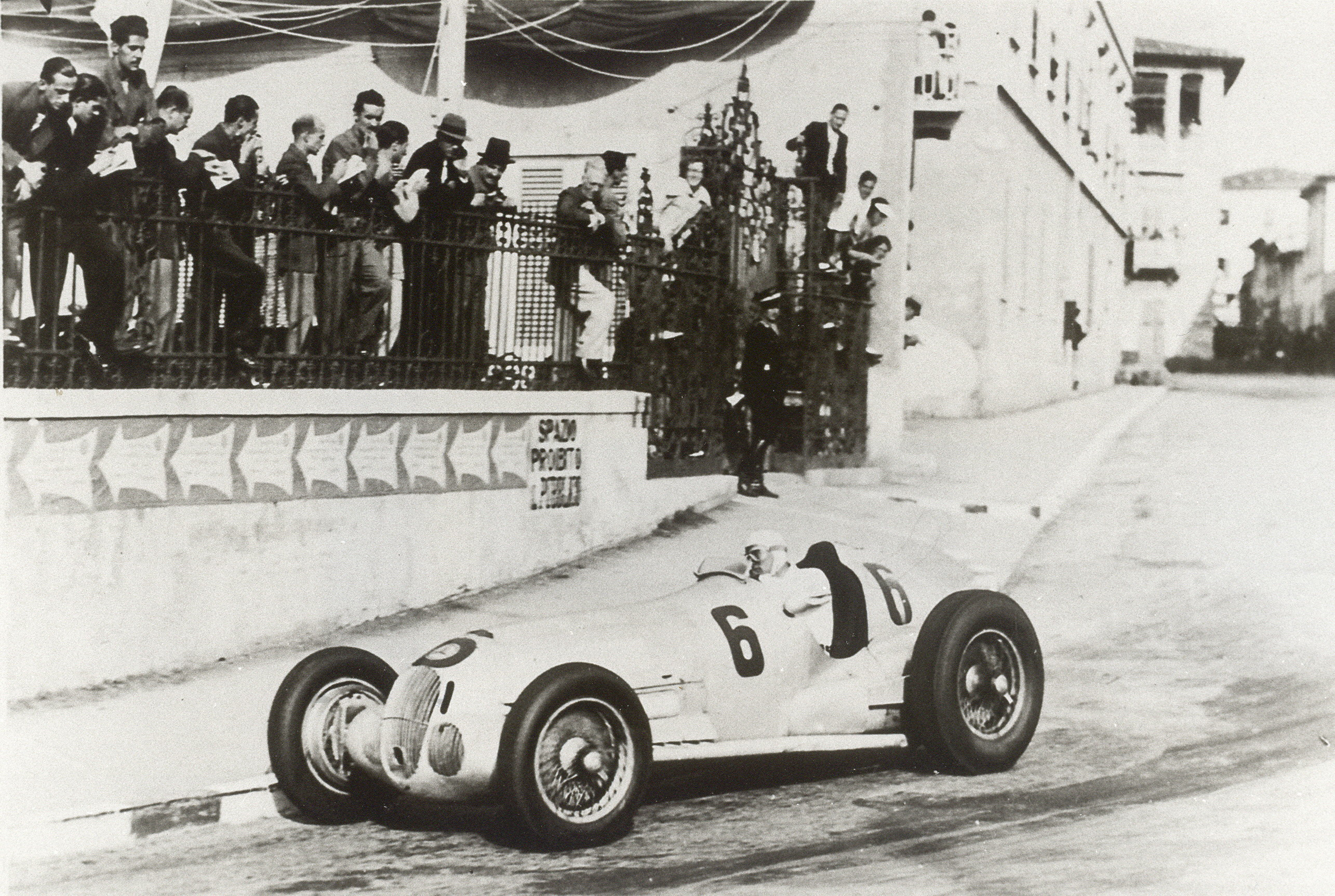
Hermann Lang durante il Gran Premio chiuso al secondo posto.

Il Gran Premio d'Italia 1937 è stata la quinta ed ultima prova della stagione 1937 del Campionato europeo di automobilismo.
La gara si è corsa il 12 settembre 1937 sul Circuito di Montenero a Livorno, ed è stata vinta dal tedesco Rudolf Caracciola su Mercedes-Benz, al suo nono successo in carriera; Caracciola ha preceduto all'arrivo il suo compagno di squadra e connazionale Hermann Lang e il connazionale Bernd Rosemeyer su Auto Union.

## Vigilia
Per la prima volta dal 1921 il Gran Premio d'Italia non si svolse sul tradizionale circuito di Monza ma si trasferì sul circuito di Montenero nei pressi di Livorno, sede abituale della Coppa Ciano, dove Tazio Nuvolari guidò l'ultima volta la sua Alfa Romeo nel 1936.
Nuvolari, dopo la breve e non particolarmente fortunata parentesi con l'Auto Union in occasione del Gran Premio di Svizzera, era tornato un po' disilluso nella Scuderia Ferrari, rappresentante ufficiale dell'Alfa Romeo, ma dovette, come i suoi compagni di squadra Carlo Felice Trossi, Nino Farina e Clemente Biondetti, continuare ad accontentarsi della stessa Alfa Romeo 12C-36 con la quale aveva ottenuto il successo dell'anno precedente. Il nuovo modello Alfa Romeo 12C-37, dopo il disastroso debutto alla gara di Pescara, fu subito ritirato dalle corse, e a Livorno fu guidato solo dal massimo collaudatore dell'Alfa Romeo Giovanni Battista Guidotti, che dovette parcheggiare la vettura per un difetto tecnico poco prima di metà gara.
I team tedeschi non furono però molto colpiti dal cambio di circuito: Achille Varzi, di fatto ritiratosi dall'Auto Union alla fine dell'anno precedente per uso di droghe e altri problemi, si era dichiarato guarito alla squadra e prontamente con l'Union automatica "Tipo C".

### Elenco iscritti
| Scuderia          | Costruttore   | Telaio             | Motore                                    | Gomme | Nº           | Piloti                     |
| ----------------- | ------------- | ------------------ | ----------------------------------------- | ----- | ------------ | -------------------------- |
| Daimler-Benz AG   | Mercedes-Benz | Mercedes-Benz W125 | Mercedes-Benz M 125 F 5.7L I8 Compressore | C     | 2            | Rudolf Caracciola          |
| Daimler-Benz AG   | Mercedes-Benz | Mercedes-Benz W125 | Mercedes-Benz M 125 F 5.7L I8 Compressore | C     | 4            | Manfred von Brauchitsch    |
| Daimler-Benz AG   | Mercedes-Benz | Mercedes-Benz W125 | Mercedes-Benz M 125 F 5.7L I8 Compressore | C     | 6            | Hermann Lang               |
| Daimler-Benz AG   | Mercedes-Benz | Mercedes-Benz W125 | Mercedes-Benz M 125 F 5.7L I8 Compressore | C     | 8            | Richard Seaman             |
| Daimler-Benz AG   | Mercedes-Benz | Mercedes-Benz W125 | Mercedes-Benz M 125 F 5.7L I8 Compressore | C     | 10           | Christian Kautz            |
| Auto Union AG     | Auto Union    | Auto Union C       | Auto Union 6.0L V16 Compressore           | C     | 12           | Bernd Rosemeyer            |
| Auto Union AG     | Auto Union    | Auto Union C       | Auto Union 6.0L V16 Compressore           | C     | 14           | Achille Varzi              |
| Auto Union AG     | Auto Union    | Auto Union C       | Auto Union 6.0L V16 Compressore           | C     | 16           | Hans Stuck                 |
| Auto Union AG     | Auto Union    | Auto Union C       | Auto Union 6.0L V16 Compressore           | C     | 18           | Hermann Paul Müller        |
| Auto Union AG     | Auto Union    | Auto Union C       | Auto Union 6.0L V16 Compressore           | C     | Rudolf Hasse |                            |
| Vittorio Belmondo | Alfa Romeo    | Alfa Romeo 8C-35   | Alfa Romeo 3.8L I8 Compressore            |       | 20           | Vittorio Belmondo          |
| Scuderia Ferrari  | Alfa Romeo    | Alfa Romeo 12C-36  | Alfa Romeo 4.1L V12 Compressore           | E     | 22           | Tazio Nuvolari             |
| Scuderia Ferrari  | Alfa Romeo    | Alfa Romeo 12C-36  | Alfa Romeo 4.1L V12 Compressore           | E     | 24           | Nino Farina                |
| Scuderia Ferrari  | Alfa Romeo    | Alfa Romeo 12C-36  | Alfa Romeo 4.1L V12 Compressore           | E     | 26           | Conte Carlo Felice Trossi  |
| Scuderia Ferrari  | Alfa Romeo    | Alfa Romeo 12C-36  | Alfa Romeo 4.1L V12 Compressore           | E     | 28           | Clemente Biondetti         |
| Scuderia Ferrari  | Alfa Romeo    | Alfa Romeo 12C-36  | Alfa Romeo 4.1L V12 Compressore           | E     | 28           | Marchese Antonio Brivio    |
| Alfa Corse        | Alfa Romeo    | Alfa Romeo 12C-37  | Alfa Romeo 4.1L V12 Compressore           | P     | 30           | Giovanni Battista Guidotti |
| H. Ruesch         | Alfa Romeo    | Alfa Romeo 8C-35   | Alfa Romeo 3.8L I8 Compressore            |       | 32           | Hans Ruesch                |

## Qualifiche

### Resoconto
Caracciola, che nella classifica del Campionato Europeo era ancora a due punti dal compagno di squadra Manfred von Brauchitsch, fece subito segnare il giro più veloce con la sua Mercedes-Benz W125, che significava anche la migliore posizione di partenza. Secondo fu Varzi con la Auto Union mentre terzo Rosemeyer che chiuse la prima fila. La seconda fila fu occupata dai piloti Silver Arrow con Hermann Lang (Mercedes), Hans Stuck (Auto Union) e Manfred von Brauchitsch, quindi Nuvolari come miglior pilota Alfa Romeo insieme alla Mercedes Junior di Richard Seaman e Carlo Felice Trossi sulla seconda Alfa Romeo in terza fila della griglia.

### Risultati
Nella sessione di qualifica si è avuta questa situazione:
| Pos | Nº | Pilota                     | Costruttore   | Tempo  | Griglia |
| --- | -- | -------------------------- | ------------- | ------ | ------- |
| 1   | 2  | Rudolf Caracciola          | Mercedes-Benz | 3'11"0 | 1       |
| 2   | 14 | Achille Varzi              | Auto Union    | 3'13"6 | 2       |
| 3   | 12 | Bernd Rosemeyer            | Auto Union    | 3'14"2 | 3       |
| 4   | 6  | Hermann Lang               | Mercedes-Benz | 3'15"6 | 4       |
| 5   | 16 | Hans Stuck                 | Auto Union    | 3'17"4 | 5       |
| 6   | 4  | Manfred von Brauchitsch    | Mercedes-Benz | 3'18"6 | 6       |
| 7   | 22 | Tazio Nuvolari             | Alfa Romeo    | 3'20"8 | 7       |
| 8   | 8  | Richard Seaman             | Mercedes-Benz | 3'21"6 | 8       |
| 9   | 26 | Carlo Felice Trossi        | Alfa Romeo    | 3'22"2 | 9       |
| 10  | 18 | Hermann Paul Müller        | Auto Union    | 3'22"4 | 10      |
| 11  | 30 | Giovanni Battista Guidotti | Alfa Romeo    | 3'24"2 | 11      |
| 12  | 24 | Nino Farina                | Alfa Romeo    | 3'24"4 | 12      |
| 13  | 28 | Clemente Biondetti         | Alfa Romeo    | 3'24"6 | 13      |
| 14  | 32 | Christian Kautz            | Mercedes-Benz | 3'29"0 | 14      |
| 15  | 20 | Vittorio Belmondo          | Alfa Romeo    | 3'40"0 | 15      |

## Gara

### Griglia di partenza
Posizionamento dei piloti alla partenza della gara.
| Prima fila   | 3 Pos.                                | 2 Pos.                                | 1 Pos.                          |
| ------------ | ------------------------------------- | ------------------------------------- | ------------------------------- |
|              | Bernd Rosemeyer Auto Union            | Achille Varzi Auto Union              | Rudolf Caracciola Mercedes-Benz |
| Seconda fila | 6 Pos.                                | 5 Pos.                                | 4 Pos.                          |
|              | Manfred von Brauchitsch Mercedes-Benz | Hans Stuck Auto Union                 | Hermann Lang Mercedes-Benz      |
| Terza fila   | 9 Pos.                                | 8 Pos.                                | 7 Pos.                          |
|              | Carlo Felice Trossi Alfa Romeo        | Richard Seaman Mercedes-Benz          | Tazio Nuvolari Alfa Romeo       |
| Quarta fila  | 12 Pos.                               | 11 Pos.                               | 10 Pos.                         |
|              | Nino Farina Alfa Romeo                | Giovanni Battista Guidotti Alfa Romeo | Hermann Paul Müller Auto Union  |
| Quinta fila  | 15 Pos.                               | 14 Pos.                               | 13 Pos.                         |
|              | Vittorio Belmondo Alfa Romeo          | Christian Kautz Mercedes-Benz         | Clemente Biondetti Alfa Romeo   |

### Resoconto
La partenza fu ritardata due volte, prima a causa di un'invasione di pista da parte di una folla di spettatori e poi quando l'ambulanza dovette prelevare uno spettatore caduto da un albero. Quando la bandiera fu finalmente abbassata, Rudolf Caracciola prese il comando, seguito da Lang, Rosemeyer, von Brauchitsch e Varzi. Nuvolari superò Varzi per il quinto posto per la gioia degli spettatori e al quarto giro Lang attaccò e passò Caracciola per prendere il comando. Nella loro lotta interna il duo Mercedes iniziò ad accumulare vantaggio sugli inseguitori.
Dopo l'iniziale buona partenza, Nuvolari stava rallentando dovendo far passare Varzi. Poi si sviluppò una dura lotta per il sesto posto tra Müller, Seaman e Nuvolari con le vetture che si scambiarono di posto fino a quando Nuvolari si arrese e consegnò la sua Alfa a Farina, che si era in precedenza ritirato con la propria vettura. La lotta per il comando proseguì con entrambi i piloti Mercedes che batterono il record sul giro fino a quando Lang dovette fare un pitstop quando una ruota perse il battistrada, al 23º giro, durante il quale il suo team impiegò un tempo vistosamente lungo. Il team manager Neubauer non era rimasto contento della lotta interna e espresse le sue opinioni durante i pitstop.
Seaman perse tempo durante il suo pitstop perché la sua macchina si rifiutò di ripartire, ma quando finalmente rientrò fece una gara brillante, superando Varzi e Müller per il quarto posto. Von Brauchitsch, quarto nella prima parte della gara, si ritirò. Caracciola, che ora era in testa, e Lang continuarono la loro lotta. Lang fu più veloce ma sulla pista stretta non gli fu possibile passare perché Caracciola respinse con fermezza ogni tentativo. Alla fine vinse Caracciola, Lang secondo e Rosemeyer terzo, incapace di seguire il ritmo delle Mercedes. Varzi arrivò sesto in uno stato di collasso e dovette essere aiutato a uscire dalla sua Auto Union. Hasse, che aveva rilevato l'auto di Stuck dopo che quest'ultimo aveva rinunciato alla gara, arrivò nono. Dopo la gara Stuck fu licenziato da Auto Union.

### Risultati
Risultati finali della gara.
| Pos | Nº | Pilota                     | Costruttore   | Giri | Tempo/Ritiro      | Griglia | Punti |
| --- | -- | -------------------------- | ------------- | ---- | ----------------- | ------- | ----- |
| 1   | 2  | Rudolf Caracciola          | Mercedes-Benz | 50   | 2h44'54"4         | 1       | 1     |
| 2   | 6  | Hermann Lang               | Mercedes-Benz | 50   | +0"4              | 4       | 2     |
| 3   | 12 | Bernd Rosemeyer            | Auto Union    | 50   | +2'25"4           | 3       | 3     |
| 4   | 8  | Richard Seaman             | Mercedes-Benz | 49   | +1 giro           | 8       | 4     |
| 5   | 18 | Hermann Paul Müller        | Auto Union    | 49   | +1 giro           | 10      | 4     |
| 6   | 14 | Achille Varzi              | Auto Union    | 49   | +1 giro           | 2       | 4     |
| 7   | 22 | Tazio Nuvolari Nino Farina | Alfa Romeo    | 49   | +1 giro           | 7       | 4 n/a |
| 8   | 26 | Carlo Felice Trossi        | Alfa Romeo    | 47   | +3 giri           | 9       | 4     |
| 9   | 16 | Hans Stuck Rudolf Hasse    | Auto Union    | 47   | +3 giri           | 5       | 4 n/a |
| 10  | 20 | Vittorio Belmondo          | Alfa Romeo    | 45   | +5 giri           | 15      | 4     |
| Rit | 10 | Christian Kautz            | Mercedes-Benz | 43   |                   | 14      | 4     |
| Rit | 28 | Clemente Biondetti         | Alfa Romeo    | 38   |                   | 13      | 4     |
| Rit | 4  | Manfred von Brauchitsch    | Mercedes-Benz | 36   | Meccanico         | 6       | 5     |
| Rit | 30 | Giovanni Battista Guidotti | Alfa Romeo    | 24   | Meccanico         | 11      | 6     |
| Rit | 24 | Nino Farina                | Alfa Romeo    | 13   | Meccanico         | 12      | 6     |
| NP  | 28 | Antonio Brivio             | Alfa Romeo    | 0    |                   | -       | 8     |
| NP  |    | Rudolf Hasse               | Auto Union    | 0    | Pilota di riserva | -       | 8     |
| NA  | 32 | Hans Ruesch                | Alfa Romeo    | 0    | Non è arrivato    | -       | 8     |

## Classifica europea piloti
| Pos | Pilota                     | Punti |
| --- | -------------------------- | ----- |
| 1   | Rudolf Caracciola          | 13    |
| 2   | Manfred von Brauchitsch    | 15    |
| 3   | Hermann Lang               | 19    |
| =   | Christian Kautz            | 19    |
| 5   | Hans Stuck                 | 20    |
| 6   | Raymond Sommer             | 27    |
| 7   | Rudolf Hasse               | 28    |
| =   | Bernd Rosemeyer            | 28    |
| =   | Tazio Nuvolari             | 28    |
| =   | Nino Farina                | 28    |
| 11  | László Hartmann            | 29    |
| 12  | Hans Rüesch                | 31    |
| 13  | Vittorio Belmondo          | 32    |
| 14  | Hermann Paul Müller        | 33    |
| 15  | Richard Seaman             | 34    |
| =   | Clemente Biondetti         | 34    |
| 17  | Luigi Soffietti            | 35    |
| =   | Carlo Felice Trossi        | 35    |
| =   | Paul Pietsch               | 35    |
| 20  | Kenneth Evans              | 36    |
| =   | Ernõ Festetics             | 36    |
| =   | Attilio Marinoni           | 36    |
| =   | Giovanni Minozzi           | 36    |
| =   | Goffredo Zehender          | 36    |
| =   | Carlo Maria Pintacuda      | 36    |
| =   | Luigi Fagioli              | 36    |
| =   | Achille Varzi              | 36    |
| 28  | Henri Simonet              | 37    |
| =   | Adolfo Mandirola           | 37    |
| 30  | Franco Cortese             | 38    |
| =   | Ernst von Delius           | 38    |
| =   | Giovanni Battista Guidotti | 38    |
| 33  | Francesco Severi           | 39    |
| =   | Renato Balestrero          | 39    |
| =   | Edoardo Teagno             | 39    |
| =   | Antonio Brivio             | 39    |
| =   | Max Christen               | 39    |